# Julius von Falkenstein (General, 1861)
Julius Maria Freiherr von Falkenstein (* 1. August 1861 in Dresden; † 14. April 1922 ebenda) war ein sächsischer Generalmajor.

## Leben

### Herkunft
Julius entstammte dem vogtländischen Adelsgeschlecht von Falkenstein. Er war ein Sohn des sächsischen Oberstleutnants Adolf Freiherr von Falkenstein (1807–1874) und dessen zweiter Ehefrau Marie, verwitwete Bürck, geborene Bayer (1820–1910). Seine Stiefschwester Therese (* 1841) war mit dem sächsischen Generalmajor Ludwig von Lossow (1836–1904) verheiratet.

### Militärkarriere
Nach dem Besuch des Dresdner Kadettenhauses trat Falkenstein 1879 als Portepeefähnrich in das 2. Grenadier-Regiment Nr. 101 „Kaiser Wilhelm, König von Preußen“ der Sächsischen Armee ein. Er avancierte bis Ende Januar 1881 zum Sekondeleutnant, stieg Mitte März 1887 zum Premierleutnant auf und wurde Ende Oktober 1892 Hauptmann sowie Kompaniechef. Als solcher erfolgte am 24. März 1897 seine Versetzung in das am 1. April 1897 errichtete 12. Infanterie-Regiment Nr. 177. Unter Beförderung zum überzähligen Major wurde er am 8. Dezember 1902 dem 6. Infanterie-Regiment Nr. 105 „König Wilhelm II. von Württemberg“ aggregiert und am 24. April 1903 zum Bataillonskommandeur ernannt. In dieser Eigenschaft erhielt Falkenstein im März 1907 die Erlaubnis, das ihm von seinem Regimentschef verliehene Ritterkreuz des Ordens der Württembergischen Krone anzunehmen. Er wurde am 24. Juni 1907 zum Oberstleutnant befördert und am 15. April 1908 zum Stab des 1. (Leib-) Grenadier-Regiments Nr. 100 versetzt. Nach Beförderung zum Oberst am 24. Januar 1911 wurde er am 20. März 1911 als Kommandeur des 10. Infanterie-Regiments Nr. 134 nach Plauen versetzt. In dieser Stellung verlieh ihm König Friedrich August III. im September 1912 das Komtur II. Klasse des Albrechts-Ordens und er erhielt die Erlaubnis zur Annahme des Roten Adlerordens III. Klasse. Daran schloss sich mit der Beförderung zum Generalmajor am 17. März 1914 eine Verwendung als Kommandeur der 3. Infanterie-Brigade Nr. 47 an.
Seine Brigade führte Falkenstein nach Ausbruch des Ersten Weltkriegs im Verband mit der 24. Infanterie-Division in das neutrale Belgien und Anfang September 1914 in der Schlacht an der Marne. Bei den Kämpfen, die zur Einnahme von Lille führten, gelang es ihm einen Abschnitt der Außenfortslinie zu erobern und zu verteidigen. Dafür wurde er am 15. Oktober 1914 mit dem Ritterkreuz des Militär-St.-Heinrichs-Ordens beliehen.
Er wurde auf dem Dresdner Johannisfriedhof begraben.

### Familie
Falkenstein hatte sich am 21. Oktober 1892 in Dresden mit Louise Schramm (* 1873) verheiratet. Aus der Ehe gingen folgende Kinder hervor:
- Hans (1893–1980), der spätere General der Infanterie der Wehrmacht
- Margarethe (* 1895) ⚭ 1917 Herbert Fiedler
- Ralph (* 1896)

⚭ 1921 Olga-Maria (Maja) Gräfin Strachwitz von Groß-Zauche und Camminetz (* 1901), gesch. 1931
⚭ 1932 Ruth Francke (* 1910)